# Icelus ecornis
Icelus ecornis is een straalvinnige vissensoort uit de familie van donderpadden (Cottidae). De wetenschappelijke naam van de soort is voor het eerst geldig gepubliceerd in 1996 door Tsutsui & Yabe.